# Kalkandere
Kalkandere (ehemals: Karadere) ist eine türkische Stadt und Hauptort des gleichnamigen Landkreises (İlçe) in der Provinz Rize. Die Stadt liegt ca. 12 km südwestlich der Provinzhauptstadt Rize und wurde 1953 zu einer Gemeinde (Belediye) erhoben.
Der Landkreis Kalkandere liegt im Westen der Provinz Rize und grenzt im Norden und Osten an den zentralen Landkreis (Merkez) Rize, im Süden an den Kreis İkizdere und im Westen an den Kreis Of (Provinz Trabzon). Der Kreis wurde 1959 gebildet. Seine Bevölkerungsdichte liegt mit 156,7 Einw. je km² über dem der Provinz.
Er besteht neben der Kreisstadt (sechstgrößte Stadt in der Provinz) aus 22 Dörfern (Köy) mit durchschnittlich 302 Bewohnern. Die Skala der Einwohnerzahlen reicht von 1285 (Ormanlı) herunter bis auf 44 (Esentepe), acht Dörfer haben mehr Bewohner als der Durchschnitt (302).